# Булунски рејон
Булунски рејон или Булунски улус (рус. Булунский район, јакут. Булуҥ улууһа) је један од 34 рејона Републике Јакутије у Руској Федерацији. Налази се на крајњем сјеверу Јакутије и у састав рејона улазе и Новосибирска острва која леже између Лаптевског и Источносибирског мора
Рејон заузима површину од 235.100 км². Административни центар рејона је село Тикси Најважнија ријека рејона је Лена, јер цијела делта Лене припада овом рејону, те ријеке Олењок и Омолој.
Укупан број становника рејона је 9.366 људи (2010).
Становништво чине Руси, Евенки, Јакути, те Украјинци и Евени.